# Медзаго
Медзаго (итал. Mezzago) — коммуна в Италии, в провинции Монца-э-Брианца области Ломбардия.
Население составляет 3626 человек (на 2003 г.), плотность населения составляет 861,28 чел./км². Занимает площадь 21 км². Почтовый индекс — 20050. Телефонный код — 039.
В коммуне 15 августа особо празднуется Успение Пресвятой Богородицы.

## Города-побратимы
- Сен-Пьерр-де-Шандье, Франция (1990)
- Райлинген, Германия (2009)